# Кубок Европы по бегу на 10 000 метров 2010
Кубок Европы по бегу на 10 000 метров 2010 года прошёл 5 июня на стадионе «Люмини» в Марселе (Франция). Участники разыграли командный приз в соревнованиях у мужчин и женщин.
На старт вышел 81 атлет из 20 стран Европы, из них 46 мужчин и 35 женщин. Каждая страна могла выставить до 6 человек в каждый из двух командных турниров. Победители определялись по сумме результатов 3 лучших участников.

## Результаты

### Командное первенство
Женская сборная Португалии одержала безоговорочную победу, опередив ближайших конкуренток из Великобритании более чем на 3 минуты.
| Место | Команда | Время                                                       | Общее время |
| ----- | --- | ----------------------------------------------------------- | ----------- |
| 1     | Франция · Абделлатиф Мефтах · Дрисс Эль-Химер · Денис Майо · Стефан Лефран · Мохтар Бенхари · Бадреддин Зиойни | 28.12,83 28.45,67 28.48,90 (28.52,86) (29.10,34) (29.13,37) | 1:25.47,40  |
| 2     | Португалия · Руй Педру Сильва · Жозе Роша · Лисиниу Пиментел · Юссеф Эль-Калай · Жозе Рамуш                    | 28.17,39 28.44,05 28.57,95 (29.11,39) (DNF)                 | 1:25.59,39  |
| 3     | Россия · Алексей Реунков · Евгений Рыбаков · Анатолий Рыбаков · Сергей Иванов · Степан Киселёв                 | 28.33,22 28.44,70 28.46,26 (29.17,30) (30.12,55)            | 1:26.04,18  |
| 4     | Италия |                                                             | 1:26.56,75  |
| 5     | Великобритания                                                                                                 |                                                             | 1:27.14,51  |
| 6     | Испания |                                                             | 1:28.30,64  |

| Место | Команда                                                                               | Время                                            | Общее время |
| ----- | ------------------------------------------------------------------------------------- | ------------------------------------------------ | ----------- |
| 1     | Португалия · Инеш Монтейру · Сара Морейра · Фернанда Рибейру · Ана Диаш · Аналия Роза | 31.13,58 31.26,55 32.25,61 (32.59,21) (33.41,35) | 1:35.05,74  |
| 2     | Великобритания · Фрейя Маррей · Хейли Йеллинг · Соня Сэмюелс                          | 32.23,44 32.49,07 33.08,89                       | 1:38.21,40  |
| 3     | Беларусь · Светлана Куделич · Ольга Минина · Светлана Ковган · Ирина Подобед          | 32.53,64 33.06,20 33.25,96 (33.39,43)            | 1:39.25,80  |
| 4     | Испания                                                                               |                                                  | 1:39.39,87  |
| 5     | Италия                                                                                |                                                  | 1:40.48,35  |
| 6     | Франция                                                                               |                                                  | 1:43.31,58  |

### Индивидуальное первенство
| Место | Атлет                 | Страна         | Время    |
| ----- | --------------------- | -------------- | -------- |
| 1     | Мохаммед Фарах        | Великобритания | 27.28,86 |
| 2     | Абделлатиф Мефтах     | Франция        | 28.12,83 |
| 3     | Хосе Мануэль Мартинес | Испания        | 28.13,82 |
| 4     | Руй Педру Сильва      | Португалия     | 28.17,39 |
| 5     | Марцин Хабовский      | Польша         | 28.31,12 |
| 6     | Ян Фичен              | Германия       | 28.32,20 |
| 7     | Алексей Реунков       | Россия         | 28.33,22 |
| 8     | Даниэле Меуччи        | Италия         | 28.39,05 |
| 9     | Жозе Роша             | Португалия     | 28.44,05 |
| 10    | Евгений Рыбаков       | Россия         | 28.44,70 |

| Место | Атлет               | Страна         | Время    |
| ----- | ------------------- | -------------- | -------- |
| 1     | Инеш Монтейру       | Португалия     | 31.13,58 |
| 2     | Сабрина Моккенхаупт | Германия       | 31.23,86 |
| 3     | Сара Морейра        | Португалия     | 31.26,55 |
| 4     | Мерьем Эрдоган      | Турция         | 31.55,53 |
| 5     | Кристель Доне       | Франция        | 32.02,04 |
| 6     | Фрейя Маррей        | Великобритания | 32.23,44 |
| 7     | Фернанда Рибейру    | Португалия     | 32.25,61 |
| 8     | Каролина Яжиньская  | Польша         | 32.44,40 |
| 9     | Ирина Микитенко     | Германия       | 32.48,69 |
| 10    | Хейли Йеллинг       | Великобритания | 32.49,07 |